# Wielersport op de Gemenebestspelen 2022
Wielersport is een van de sporten die beoefend werd op de Gemenebestspelen 2022. Het wielertoernooi vond plaats van 29 juli tot en met 7 augustus. De baanwedstrijden vonden plaats op het London Velopark in Londen, het mountainbiketoernooi vond plaats in Cannock Chase in Staffordshire en de wegwedstrijden in Warwick.

## Medailles

### Baan
| Onderdeel                 | Goud   | Goud                                                   | Zilver | Zilver                                                        | Brons  | Brons                                                              |
| Mannen                    | Mannen | Mannen                                                 | Mannen | Mannen                                                        | Mannen | Mannen                                                             |
| ------------------------- | ------ | ------------------------------------------------------ | ------ | ------------------------------------------------------------- | ------ | ------------------------------------------------------------------ |
| Sprint                    | AUS    | Matthew Richardson                                     | TTO    | Nicholas Paul                                                 | SCO    | Jack Carlin                                                        |
| Keirin                    | TTO    | Nicholas Paul                                          | SCO    | Jack Carlin                                                   | MAS    | Shah Sahrom                                                        |
| 1 km tijdrit              | AUS    | Matthew Glaetzer                                       | AUS    | Thomas Cornish                                                | TTO    | Nicholas Paul                                                      |
| Teamsprint                | AUS    | Leigh Hoffman Matthew Richardson Matthew Glaetzer      | ENG    | Ryan Owens Hamish Turnbull Joseph Truman                      | NZL    | Bradly Knipe Sam Dakin Sam Webster                                 |
| Individuele achtervolging | NZL    | Aaron Gate                                             | NZL    | Tom Sexton                                                    | AUS    | Conor Leahy                                                        |
| Puntenkoers               | NZL    | Aaron Gate                                             | NZL    | Campbell Stewart                                              | ENG    | Oliver Wood                                                        |
| Scratch                   | NZL    | Corbin Strong                                          | SCO    | John Archibald                                                | WAL    | William Roberts                                                    |
| Ploegenachtervolging      | NZL    | Aaron Gate Jordan Kerby Tom Sexton Campbell Stewart    | ENG    | Daniel Bigham Charlie Tanfield Ethan Vernon Oliver Wood       | AUS    | Joshua Duffy Graeme Frislie Conor Leahy Lucas Plapp James Moriarty |
| Vrouwen                   |        |                                                        |        |                                                               |        |                                                                    |
| Sprint                    | NZL    | Ellesse Andrews                                        | CAN    | Kelsey Mitchell                                               | WAL    | Emma Finucane                                                      |
| Keirin                    | NZL    | Ellesse Andrews                                        | ENG    | Sophie Capewell                                               | CAN    | Kelsey Mitchell                                                    |
| 500m tijdrit              | AUS    | Kristina Clonan                                        | CAN    | Kelsey Mitchell                                               | ENG    | Sophie Capewell                                                    |
| Teamsprint                | NZL    | Ellesse Andrews Olivia King Rebecca Petch              | CAN    | Lauriane Genest Kelsey Mitchell Sarah Orban                   | WAL    | Rhian Edmunds Emma Finucane Lowri Thomas                           |
| Individuele achtervolging | NZL    | Bryony Botha                                           | AUS    | Maeve Plouffe                                                 | SCO    | Neah Evans                                                         |
| Puntenkoers               | AUS    | Georgia Baker                                          | SCO    | Neah Evans                                                    | WAL    | Eluned King                                                        |
| Scratch                   | ENG    | Laura Kenny                                            | NZL    | Michaela Drummond                                             | CAN    | Maggie Coles-Lyster                                                |
| Ploegenachtervolging      | AUS    | Georgia Baker Sophie Edwards Chloe Moran Maeve Plouffe | NZL    | Ellesse Andrews Bryony Botha Michaela Drummond Emily Shearman | ENG    | Laura Kenny Josie Knight Maddie Leech Sophie Lewis                 |

Onderdelen voor gehandicapten
| Onderdeel                    | Goud   | Goud                                    | Zilver | Zilver                              | Brons                 | Brons                                    |
| Mannen                       | Mannen | Mannen                                  | Mannen | Mannen                              | Mannen                | Mannen                                   |
| ---------------------------- | ------ | --------------------------------------- | ------ | ----------------------------------- | --------------------- | ---------------------------------------- |
| Sprint tandem B              | WAL    | James Ball Matt Rotherham (piloot)      | SCO    | Neil Fachie Lewis Stewart (piloot)  | AUS                   | Beau Wootton Luke Zaccaria (piloot)      |
| 1 kilometer tijdrit tandem B | SCO    | Neil Fachie Lewis Stewart (piloot)      | WAL    | James Ball Matt Rotherham (piloot)  | ENG                   | Stephen Bate Christopher Latham (piloot) |
| Vrouwen                      |        |                                         |        |                                     |                       |                                          |
| Sprint tandem B              | AUS    | Jessica Gallagher Caitlin Ward (piloot) | SCO    | Aileen McGlynn Ellie Stone (piloot) | geen brons uitgereikt | geen brons uitgereikt                    |
| 1 kilometer tijdrit tandem B | AUS    | Jessica Gallagher Caitlin Ward (piloot) | ENG    | Sophie Unwin Georgia Holt (piloot)  | SCO                   | Aileen McGlynn Ellie Stone (piloot)      |

### Mountainbike
| Onderdeel     | Goud   | Goud          | Zilver | Zilver       | Brons  | Brons        |
| Mannen        | Mannen | Mannen        | Mannen | Mannen       | Mannen | Mannen       |
| ------------- | ------ | ------------- | ------ | ------------ | ------ | ------------ |
| Cross country | NZL    | Sam Gaze      | NZL    | Ben Oliver   | NAM    | Alex Miller  |
| Vrouwen       |        |               |        |              |        |              |
| Cross country | ENG    | Evie Richards | AUS    | Zoe Cuthbert | RSA    | Candice Lill |

### Weg
| Onderdeel           | Goud   | Goud          | Zilver | Zilver         | Brons  | Brons            |
| Mannen              | Mannen | Mannen        | Mannen | Mannen         | Mannen | Mannen           |
| ------------------- | ------ | ------------- | ------ | -------------- | ------ | ---------------- |
| Wegwedstrijd        | NZL    | Aaron Gate    | RSA    | Daryl Impey    | SCO    | Finn Crockett    |
| Individuele tijdrit | AUS    | Rohan Dennis  | ENG    | Fred Wright    | WAL    | Geraint Thomas   |
| Vrouwen             |        |               |        |                |        |                  |
| Wegwedstrijd        | AUS    | Georgia Baker | SCO    | Neah Evans     | AUS    | Sarah Roy        |
| Individuele tijdrit | AUS    | Grace Brown   | ENG    | Anna Henderson | NZL    | Georgia Williams |

## Medailleklassement
| Plaats | Land               | Goud | Zilver | Brons | Totaal |
| 1      | Nieuw-Zeeland      | 10   | 5      | 1     | 16     |
| 2      | Australië          | 9    | 3      | 4     | 16     |
| 3      | Engeland           | 2    | 4      | 4     | 10     |
| 4      | Schotland          | 1    | 6      | 4     | 11     |
| 5      | Wales              | 1    | 1      | 4     | 6      |
| 6      | Trinidad en Tobago | 1    | 1      | 1     | 3      |
| 7      | Canada             | 0    | 3      | 2     | 5      |
| 8      | Zuid-Afrika        | 0    | 1      | 1     | 2      |
| 9      | Maleisië           | 0    | 0      | 1     | 1      |
| 9      | Namibië            | 0    | 0      | 1     | 1      |
| Totaal | Totaal             | 24   | 24     | 23    | 71     |